# Hvítá (Ölfusá)
Die Hvítá  ist ein Fluss im Süden Islands im Bezirk Árnessýsla.

## Flussverlauf
Der Fluss entspringt im Gletschersee Hvítárvatn am Langjökull in der Nähe des Bláfell. Nach etwa 40 Kilometern stürzt die Hvítá über den Wasserfall Gullfoss in eine enge Schlucht. Die durchschnittliche Wassermenge am Gullfoss beträgt 100–180 m³/s im Sommer und 50–110 m³/s im Winter. Die höchste je gemessene Wassermenge lag bei 2000 m³/s, das Wassereinzugsgebiet umfasst 1.644 km²
Hinter dem Gullfoss fließt die Hvítá an der Grenze zwischen den Gemeinden Biskupstunga und Hrunamannahreppur dahin. Zwei größere Flüsse münden in die Hvítá: Tungufljót und Brúará. Nachdem die Stóra-Laxá ebenfalls ihre Wasser hinzugefügt hat, enthält der Fluss die doppelte Wassermenge im Vergleich zu der am Gullfoss.
Er strömt nun durch die isländische Tiefebene bei Grímsnes und am Berg Ingólfsfjall vorbei. Mit dem Fluss Sog vereinigt er sich zum Fluss Ölfusá, die weiter durch die Stadt Selfoss fließt und in den Atlantik mündet, wobei die Ölfusá ein weites Mündungsbecken, eine Art Lagune, bildet.
Im Winter kann die Hvítá manchmal weit über ihre Ufer treten und größere Gebiete überschwemmen.

## Sport auf der Hvítá
Stellenweise wird auf der Hvítá Rafting betrieben.

## Wasserkraftwerkprojekte
Am Wasserfall Gullfoss war in den 1920er Jahren ein Kraftwerksprojekt in der Diskussion, das jedoch nicht durchgeführt wurde.
In der Neuzeit wurde überlegt, die Hvítá am Zusammenfluss mit dem Jökulkvísl aufzustauen ebenso wie diesen selbst und dort zwei Kraftwerke zu installieren. Auch diese Projekte wurden nicht verwirklicht.